# Tadeusz Janowski
Tadeusz Janowski (ur. 27 sierpnia 1933 w Bogumiłowie, zm. 15 grudnia 2022) – profesor nauk technicznych, specjalista z zakresu elektrotechniki teoretycznej, maszyn elektrycznych i zastosowania nadprzewodnictwa. Dwukrotny dziekan Wydziału Elektrotechniki i Informatyki PL w latach 1973–1975 i 1982–1987.

## Życiorys
Studia na Politechnice Łódzkiej skończył w roku 1961. W roku 1968 został mianowany na stopień doktora. Stopień doktora habilitowanego uzyskał w roku 1991 (za rozprawę pt. „Magnetyczne potrajacze częstotliwości”).
Wykładowca Politechniki Lubelskiej. W latach 1968–1999 pełnił tam funkcję kierownika Zakładu, a następnie Katedry Podstaw Elektrotechniki. W roku 1999 został dyrektorem Instytutu Podstaw Elektrotechniki i Elektrotechnologii, funkcję tę pełnił do 2004 roku.
Dwukrotny dziekan Wydziału Elektrotechniki i Informatyki PL (w latach 1973–1975 i 1982–1987), a także dwukrotny prorektor ds. nauki Politechniki Lubelskiej (w latach 1975–1981 i 1996–1999).
Dyrektor Centrum Doskonałości Technologii Nadprzewodnikowych i Plazmowych w Energetyce (ASPPECT).
Pracownik Instytutu Elektrotechniki w Warszawie, od 1987 roku pełni funkcję kierownika Pracowni Kriomagnesów Zakładu Badań Podstawowych Elektrotechniki w Instytucie Elektrotechniki w Warszawie.
Autor 400 publikacji w tym 8 książek i 22 patentów.

## Wyróżnienia
Tadeusz Janowski otrzymał 9 nagród Ministra Edukacji Narodowej i ponad 30 Nagród Rektora. Otrzymał także Medal Komisji Edukacji Narodowej (1976). Odznaczony wieloma odznaczeniami państwowymi i resortowymi, Srebrnym i Złotym Krzyżem Zasługi oraz Krzyżem Oficerskim i Kawalerskim Orderu Odrodzenia Polski (1979).